# Condado de Alpuente
El condado de Alpuente es un título nobiliario español creado por la reina Isabel II en favor de Francisco Javier Azpiroz y Jalón, militar y político liberal, mediante real decreto del 10 de marzo de 1848 y despacho expedido el 22 de febrero de 1849, con el vizcondado previo de Bejis. Fue rehabilitado por Juan Carlos I en 1982 y concedido a José María Allendesalazar y Travesedo.

## Condes de Alpuente
|                                  | Titular                                  | Periodo                |
| Creación por Isabel II           | Creación por Isabel II                   | Creación por Isabel II |
| -------------------------------- | ---------------------------------------- | ---------------------- |
| I                                | Francisco Javier Azpiroz y Jalón         | 1849-1858              |
| II                               | Francisco Javier Azpiroz y Montalvo      | 1859-1893              |
| III                              | Francisco Javier Azpiroz y Carrión       | 1894-1946              |
| Rehabilitación por Juan Carlos I |                                          |                        |
| IV                               | José María Allendesalazar y Travesedo    | 1982-1983              |
| V                                | José María Allendesalazar y de la Cierva | 1986-presente          |

## Historia de los condes de Alpuente
- Francisco Javier Azpiroz y Jalón (Valencia, 8 de noviembre de 1797-Madrid, 14 de octubre de 1858), I conde de Alpuente, paje del rey Carlos IV en 1806, capitán de infantería, teniente general, capitán general de Cuba, director general de artillería, diputado a Cortes por Segovia (1836-1855), senador vitalicio del reino (1855), ministro de Guerra (1840) y del Tribunal Supremo de Guerra y Marina (1854), consejero real extraordinario (1857), gentilhombre de cámara del rey con ejercicio, Grandes Cruces de la Orden de San Fernando, de la Orden de San Hermenegildo y de la Orden de Isabel la Católica, caballero de la Orden de Alcántara.[3]

Casó el 5 de enero de 1826, en Segovia, con María del Pilar Montalvo y Mello, hija de Gregorio Montalvo —regidor perpetuo de Ávila— y su esposa María Joaquina de Mello. El 25 de febrero de 1859 le sucedió su hijo:
- Francisco Javier Azpiroz y Montalvo (Segovia, 27 de marzo de 1833-Madrid, 28 de octubre de 1893), II conde de Alpuente, caballero de Alcántara (1850), maestrante de Sevilla, diputado a Cortes por Segovia, senador por la misma provincia, gentilhombre de cámara del rey con ejercicio.[4]

Casó el 25 de abril de 1860, en Madrid, con Mariana Carrión y Hollier (1839-1904). El 16 de julio de 1894 le sucedió su hijo:
- Francisco Javier Azpiroz y Carrión (Madrid, 25 de noviembre de 1873-Barcelona, 14 de diciembre de 1946), III conde de Alpuente.[7]

Casó el 17 de junio de 1901 con María Ana Rolland y Maitorena.
Por decreto del 30 de abril de 1982, publicado en el BOE del 15 de junio de 1982, este título fue rehabilitado en favor de:
- José María Allendesalazar y Travesedo (Madrid, 19 de febrero de 1921-30 de septiembre de 1983), IV conde de Alpuente, VI conde de Montefuerte, IV marqués de Casariego, III marqués de Santa Cristina, grande de España,[8] diplomático y Gran Cruz de la Orden del Mérito Civil, caballero de la Orden de Malta.[9][10]

Casó el 23 de junio de 1947, en Madrid, con María Isabel de la Cierva y Osorio de Moscoso (1926-2017). El 5 de marzo de 1986, previa orden del 30 de abril de 1984 para que se expida la correspondiente carta de sucesión (BOE del 21 de agosto), le sucedió su hijo:
- José María Allendesalazar y de la Cierva, V conde de Alpuente, VII conde de Montefuerte.[10]

Casó con Macarena Travesedo.